# حسين محنوش
حسين محنوش ممثل وكاتب سيناريو له عدة أعمال فنية من بينها دوره المتميز جدا في مسلسل الدوار (1992) وفي مسلسل فج الرمل. كتب سيناريو فيلم «صراع» ومثّل فيه وهو فيلم يتحدث عن المصاعب وأنواع التعذيب الجسدي والمعنوي الذي واجهه المعارضين السياسيين الإسلاميين في عهد نظام بن علي، كما كتب سيناريو مسلسل سنابك على الجمر. بدأ التمثيل في 1974.

## الجوائز والتكريم
- 1982:  تونس وسام الاستحقاق الثقافي

## أعماله

### التلفزيون
- الدوار، 1992 (دور: العاتي)
- فج الرمل
- ماطوس
- مسلسل بين الثنايا سنة 2008
- مدرسة الرسول، 2016
- النوبة، 2019
- النوبة 2، 2020

### أفلام
- المتسلل (فيلم تلفزيوني)، 2011 (دور: خليل الشرفا)
- صراع، 2014

## روابط خارجية
- حسين محنوش على موقع IMDb (الإنجليزية)
- حسين محنوش على موقع قاعدة بيانات الأفلام العربية
- حسين محنوش على موقع كينوبويسك (الروسية)